# Équipe des Pays-Bas de football au Championnat d'Europe 1980
L'équipe des Pays-Bas de football participe à son 2e championnat d'Europe lors de l'édition 1980 qui se tient en Italie du 11 au 22 juin 1980. Les Néerlandais se présentent à la compétition en tant que vice-champion du monde en titre.
Les Pays-Bas terminent troisièmes du groupe 1 derrière les deux finalistes de l'Euro 1976 (Allemagne de l'Ouest et Tchécoslovaquie) et devant la Grèce avec trois points (une victoire, un résultat nul et une défaite).

## Phase qualificative
La phase qualificative est composée de trois groupes de cinq nations et quatre groupes de quatre nations. Les sept vainqueurs de poule se qualifient pour l'Euro 1980 et ils accompagnent l'Italie, qualifiée d'office en tant que pays organisateur. Les Pays-Bas remportent le groupe 4.
| Rang | Équipe             | Pts | J | G | N | P | Bp | Bc | Diff |  | Résultats (▼ dom., ► ext.) |     |     |     |     |     |
| ---- | ------------------ | --- | - | - | - | - | -- | -- | ---- |  | -------------------------- | --- | --- | --- | --- | --- |
| 1    | Pays-Bas           | 13  | 8 | 6 | 1 | 1 | 20 | 6  | +14  |  | Pays-Bas                   |     | 1-1 | 3-0 | 3-0 | 3-0 |
| 2    | Pologne            | 12  | 8 | 5 | 2 | 1 | 13 | 4  | +9   |  | Pologne                    | 2-0 |     | 1-1 | 2-0 | 2-0 |
| 3    | Allemagne de l'Est | 11  | 8 | 5 | 1 | 2 | 18 | 11 | +7   |  | Allemagne de l'Est         | 2-3 | 2-1 |     | 5-2 | 3-1 |
| 4    | Suisse             | 4   | 8 | 2 | 0 | 6 | 7  | 18 | -11  |  | Suisse                     | 1-3 | 0-2 | 0-2 |     | 2-0 |
| 5    | Islande            | 0   | 8 | 0 | 0 | 8 | 2  | 21 | -19  |  | Islande                    | 0-4 | 0-2 | 0-3 | 1-2 |     |

## Phase finale

### Premier tour
| Groupe 1 |                      |     |   |   |   |   |    |    |      |
|          | Équipe               | Pts | J | G | N | P | BP | BC | Diff |
| 1        | Allemagne de l'Ouest | 5   | 3 | 2 | 1 | 0 | 4  | 2  | +2   |
| 2        | Tchécoslovaquie      | 3   | 3 | 1 | 1 | 1 | 4  | 3  | +1   |
| 3        | Pays-Bas             | 3   | 3 | 1 | 1 | 1 | 4  | 4  | 0    |
| 4        | Grèce                | 1   | 3 | 0 | 1 | 2 | 1  | 4  | -3   |

| 11 juin | Tchécoslovaquie      | 0 | 1 | Allemagne de l'Ouest |
| 11 juin | Pays-Bas             | 1 | 0 | Grèce                |
| 14 juin | Allemagne de l'Ouest | 3 | 2 | Pays-Bas             |
| 14 juin | Grèce                | 1 | 3 | Tchécoslovaquie      |
| 17 juin | Pays-Bas             | 1 | 1 | Tchécoslovaquie      |
| 17 juin | Grèce                | 0 | 0 | Allemagne de l'Ouest |

| 11 juin 1980                      | Grèce     | 0 – 1 | Pays-Bas | Stade San Paolo, Naples                       |                                               |
| 20:30 · Historique des rencontres |           |       | Kist 65e | Spectateurs : 14 990 Arbitrage : Adolf Prokop | Spectateurs : 14 990 Arbitrage : Adolf Prokop |
| 20:30 · Historique des rencontres | (Rapport) |       |          | Spectateurs : 14 990 Arbitrage : Adolf Prokop | Spectateurs : 14 990 Arbitrage : Adolf Prokop |

| 14 juin 1980                      | Allemagne de l'Ouest | 3 – 2 | Pays-Bas                            | Stade San Paolo, Naples                       |                                               |
| 17:45 · Historique des rencontres | Allofs 20e, 60e, 65e |       | Rep 79e (pen.) · Van De Kerkhof 85e | Spectateurs : 26 546 Arbitrage : Robert Wurtz | Spectateurs : 26 546 Arbitrage : Robert Wurtz |
| 17:45 · Historique des rencontres | (Rapport)            |       |                                     | Spectateurs : 26 546 Arbitrage : Robert Wurtz | Spectateurs : 26 546 Arbitrage : Robert Wurtz |

| 17 juin 1980                      | Pays-Bas  | 1 – 1 | Tchécoslovaquie | Stade Giuseppe-Meazza, Milan              |                                           |
| 17:45 · Historique des rencontres | Kist 59e  |       | Nehoda 16e      | Spectateurs : 11 889 Arbitrage : Hilmi Ok | Spectateurs : 11 889 Arbitrage : Hilmi Ok |
| 17:45 · Historique des rencontres | (Rapport) |       |                 | Spectateurs : 11 889 Arbitrage : Hilmi Ok | Spectateurs : 11 889 Arbitrage : Hilmi Ok |

## Effectif
Sélectionneur : Jan Zwartkruis
| No. | Pos.      | Joueur               | Date de naissance et âge | Sélec. | Club                |
| --- | --------- | -------------------- | ------------------------ | ------ | ------------------- |
| 1   | Gardien   | Piet Schrijvers      | 15 décembre 1946         | 32     | Ajax Amsterdam      |
| 2   | Défenseur | Bennie Wijnstekers   | 31 août 1955             | 4      | Feyenoord Rotterdam |
| 3   | Défenseur | Michel van de Korput | 18 septembre 1956        | 3      | Feyenoord Rotterdam |
| 4   | Défenseur | Hugo Hovenkamp       | 5 octobre 1950           | 18     | AZ Alkmaar          |
| 5   | Défenseur | Ruud Krol            | 24 mars 1949             | 72     | Vancouver Whitecaps |
| 6   | Défenseur | Jan Poortvliet       | 21 septembre 1955        | 15     | PSV Eindhoven       |
| 7   | Attaquant | René van de Kerkhof  | 16 septembre 1951        | 36     | PSV Eindhoven       |
| 8   | Attaquant | Willy van de Kerkhof | 16 septembre 1951        | 36     | PSV Eindhoven       |
| 9   | Attaquant | Kees Kist            | 7 août 1952              | 16     | AZ Alkmaar          |
| 10  | Milieu    | Arie Haan            | 16 novembre 1948         | 32     | Anderlecht          |
| 11  | Milieu    | Heini Otto           | 24 août 1954             | 1      | FC Twente           |
| 12  | Attaquant | Johnny Rep           | 25 novembre 1951         | 35     | AS Saint-Étienne    |
| 13  | Milieu    | Dick Nanninga        | 17 janvier 1949          | 11     | Roda JC             |
| 14  | Milieu    | Adrie Koster         | 18 novembre 1954         | 3      | PSV Eindhoven       |
| 15  | Défenseur | Huub Stevens         | 29 novembre 1953         | 10     | PSV Eindhoven       |
| 16  | Gardien   | Pim Doesburg         | 28 octobre 1943          | 3      | Sparta Rotterdam    |
| 17  | Attaquant | Martien Vreijsen     | 15 novembre 1955         | 0      | NAC Breda           |
| 18  | Milieu    | Frans Thijssen       | 23 janvier 1952          | 7      | Ipswich Town        |
| 19  | Milieu    | Romeo Zondervan      | 3 mars 1959              | 0      | FC Twente           |
| 20  | Gardien   | Hans van Breukelen   | 4 octobre 1956           | 0      | FC Utrecht          |
| 21  | Défenseur | Ernie Brandts        | 3 février 1956           | 17     | PSV Eindhoven       |
| 22  | Défenseur | John Metgod          | 27 février 1958          | 7      | AZ Alkmaar          |

## Navigation